# John Paulk
John Paulk (* 1963) ist der ehemalige Leiter einer US-amerikanischen evangelikalen Unterorganisation von Focus on the Family namens Love Won Out, und ehemaliger Vorsitzender von Exodus International North America. Er behauptete fälschlicherweise in der Öffentlichkeit, durch Therapien seine Homosexualität abgelegt zu haben und zur Heterosexualität konvertiert zu sein. Nachdem diese Behauptungen widerlegt worden waren, widerrief er seine früheren Äußerungen und bekennt sich wieder zu seiner ursprünglichen Homosexualität.

## Leben
Ehemals in Columbus, Ohio beheimatet, besuchte Paulk die Fort Hayes High School for the Performing Arts und danach die Ohio State University, an der er Musik- und Gesangsunterricht nahm. Während seiner Collegezeit war Paulk als Call-Boy tätig und trat als Drag-Queen unter dem Namen Candy auf. Paulk arbeitete auch als Planer für einen Escort Service, wo er Gespräche in seinem eigenen Apartment entgegennahm. Während der späten 1980er managte Paulk das Restaurant Cocolat, eine Patisserie in San Francisco, die der Kochbuchautorin und James Beard-Preisträgerin Alice Medrich gehörte.
Nach seiner Konversion zum evangelikalen Christentum setzte sich Paulk zum Ziel, seine homosexuelle Identität abzulegen, indem er in einer Kombination aus Gesprächen, Gruppentreffen, Gebeten und Bibellesen ein „heterosexuelles Leben“ anstrebte. Über diese Erfahrung schrieb er das Buch Not afraid to change (1998), das in Deutsch unter dem Titel Ich war schwul (2001) erschien. 1992 heiratete er die „frühere Lesbe“ Anne Sutton und wurde Vater von drei Söhnen. Gemeinsam mit seiner Frau Anne schrieb er das Buch Love Won Out (auf Deutsch erschienen unter dem Titel: Umkehr der Liebe).
Paulk wurde in der evangelikalen Organisation Focus on the Family (FoF) aktiv, wo er als Angestellter durch die Vereinigten Staaten reiste, und von seinem Konversionserlebnis sprach. Diese Vortragsreihe trug den Namen Love Won Out Konferenz. Paulk wurde auch zum Vorsitzenden von Exodus International North America (ENA) gewählt.
Das Ehepaar Paulk wurde in den 1990ern in den Vereinigten Staaten prominenten Gesichtern von ENA in Tageszeitungen und in Werbeanzeigen von ENA. Am 17. August 1998 erschienen das Ehepaar Paulk auf dem Cover von Newsweek, als dort Exodus und die Ex-Gay-Bewegung thematisiert wurden.
Im September 2000 wurde Paulk in einer Schwulenbar in Washington, D.C. gesehen. Zeugen gaben an, Paulk beim Flirten mit schwulen Gästen in der Bar gesehen zu haben. Als er zu diesem Vorfall von Wayne Besen, einem Sprecher der Human Rights Campaign und Autor von Anything But Straight, befragt wurde, verneinte Paulk in der Bar gewesen zu sein, obgleich Fotografien das Gegenteil bewiesen.
Anfänglich stand ihm James Dobson, der Vorsitzende von FoF, zur Seite und unterstützte seine Behauptungen. In weiterer Folge gab Paulk zu, in der Bar gewesen zu sein, aber nur weil er die Toilette benutzen wollte. Zudem habe er nicht gewusst, dass dort auch Schwule verkehrten. Später gab er doch noch zu, dass er Männer treffen wollte – 13 Jahre nach seiner angeblichen „Heilung“ von der Homosexualität. 
Paulk verließ die Leitung von Exodus und trat nicht zu einer weiteren Amtszeit als Vorsitzender von Exodus an. Endgültig verließ Paulk 2003 Exodus International. 
Im Mai 2013 gab Paulk an, dass die Konversion nicht erfolgreich war und er immer noch homosexuell sei. Er distanzierte sich von seinen früheren Äußerungen.
Paulk lebt mit seiner Frau und Familie im Nordwesten der Vereinigten Staaten. Ab 2005 arbeitete er in der Catering-Branche in Portland, Oregon und trat bei einem lokalen Fernsehsender in Portland als Koch auf.

## Veröffentlichungen
- John Paulk, Anne Paulk: Love Won Out. Focus on the Family Publishing, Oktober 1999, ISBN 978-1-56179-816-2
  - John Paulk, Anne Paulk: Umkehr der Liebe. Der Weg eines Mannes und einer Frau aus der Homosexualität. Schulte und Gerth, 2000, ISBN 3-89437-674-0
- John Paulk (Tony Marko): Not Afraid to Change. The Remarkable Story of How One Man Overcame Homosexuality. Hartline Marketing, Februar 2000, ISBN 978-1-57921-150-9
  - John Paulk (Tony Marco): Ich war schwul. Hänssler Verlag (Edition Trobisch), 2001, ISBN 3-7751-9176-3